# Jonathan Arnold

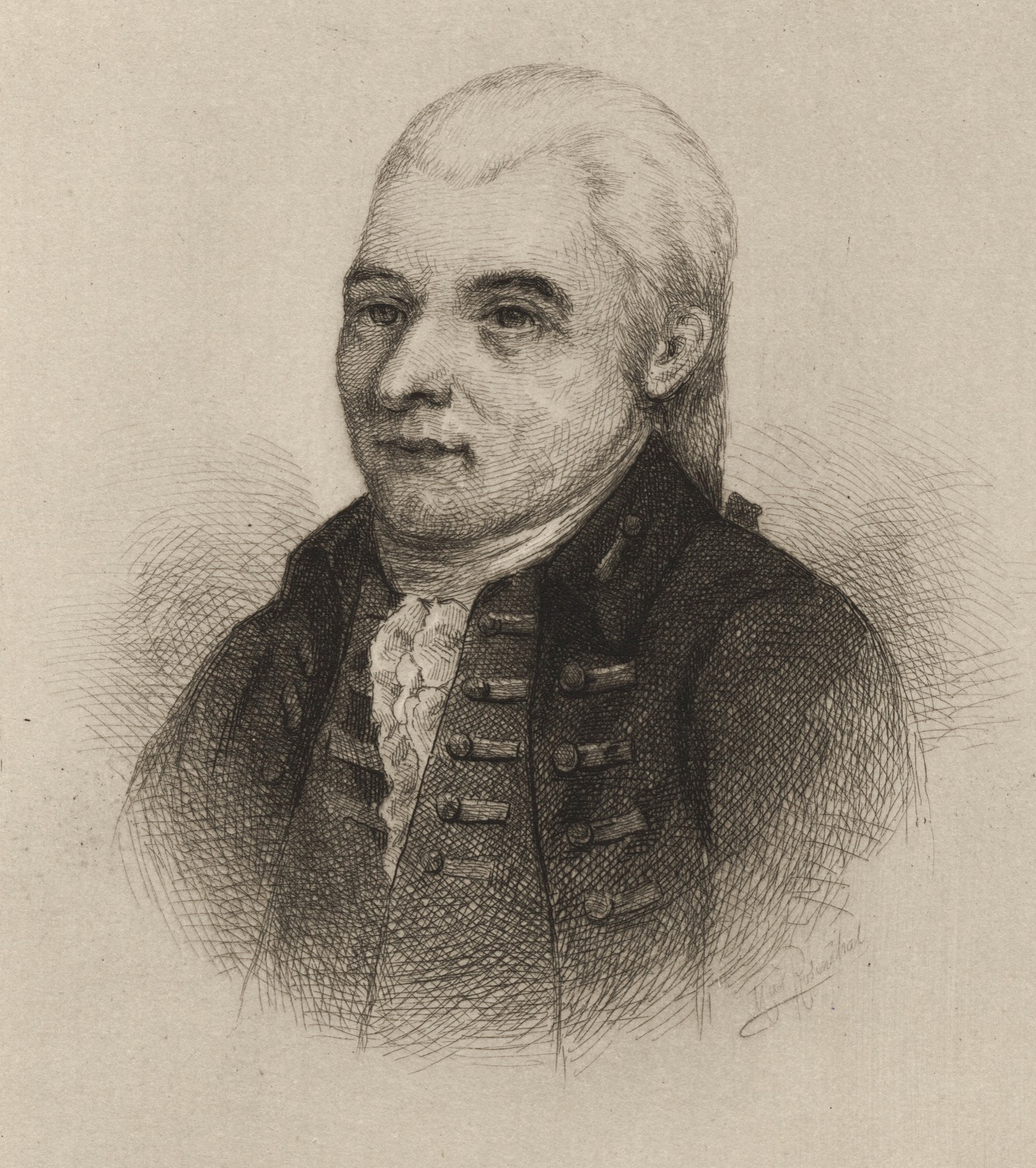
Jonathan Arnold

Jonathan Arnold (* 3. Dezember 1741 in Providence, Colony of Rhode Island and Providence Plantations; † 1. Februar 1793) war ein amerikanischer Arzt und Politiker aus New England. Er diente als Chirurg in der Kontinentalarmee und leitete die Armeeklinik bei Providence. Arnold verfolgte auch eine politische Laufbahn. Er vertrat 1782 und 1783 als Delegierter Rhode Island im Kontinentalkongress. 1787 zog er auf eine Farm in St. Johnsbury, Vermont, wo er als Richter tätig war.